# Красная Горка (Кимрский район)
Красная Горка — деревня в Кимрском районе Тверской области России. Входит в состав Приволжского сельского поселения.

## География
Находится в юго-восточной части Тверской области на расстоянии приблизительно 18 км на северо-восток по прямой от районного центра города Кимры.

## История
Известна с 1628 года как пустошь. С 1851 года отмечалась новопоселенная деревня Жарская в 4 двора. В 1859 году здесь (деревня Калязинского уезда Тверской губернии) было учтено 10 дворов. 

## Население
| 2010 |
| ---- |
| 0    |

Численность населения: 152 человека (1859), 0 как в 2002 году, так и в 2010.

## Инфраструктура
Личное подсобное хозяйство с зоной сельскохозяйственного использования, индивидуальная застройка усадебного типа.
Ныне имеет дачный характер.

## Транспорт
Деревня доступна автотранспортом. 